# StarCraft
StarCraft ist ein Echtzeit-Strategiespiel, das von Blizzard Entertainment entwickelt und 1998 veröffentlicht wurde. Noch im selben Jahr erschien auch die einzige offizielle Erweiterung StarCraft: Brood War, die die Geschichte des Grundspiels fortsetzt und neue Spielinhalte umfasst. Im Jahr 2000 wurde das Spiel samt Erweiterung von Mass Media und Nintendo für die Spieleplattform Nintendo 64 umgesetzt. Mit mehr als 9,5 Millionen verkauften Exemplaren war StarCraft im August 2007 das meistverkaufte Echtzeit-Strategiespiel.
StarCraft ähnelt dem vorangegangenen Erfolgsspiel Warcraft II, das ebenfalls von Blizzard Entertainment entwickelt wurde, weist aber in vielerlei Hinsicht Unterschiede zu seinem Vorgänger auf. Insbesondere die Spielbalance der drei sehr unterschiedlichen Rassen gilt als vorbildlich. In Südkorea hat sich StarCraft zu einem Volkssport entwickelt: Es gibt Turniere von nationaler Bedeutung, Public Viewing mit bis zu 20.000 Zuschauern, Trainingsgruppen, Profispieler, die mit StarCraft ihren Lebensunterhalt verdienen, und Fernsehsender, die täglich Live-Spiele übertragen.
Am 19. April 2017 wurde StarCraft inklusive der Erweiterung Brood War sowie einigen Anpassungen kostenlos veröffentlicht. Zuvor wurde am 25. März 2017 StarCraft: Remastered angekündigt, welches eine überarbeitete Version von StarCraft und Brood War mit einer höheren Bildschirmauflösung von 4K/UHD darstellt. Diese wurde am 14. August 2017 veröffentlicht.

## Fortsetzungen
Am 17. Dezember 1998, also noch im Jahr der Veröffentlichung des eigentlichen Spiels, erschien die Erweiterung StarCraft: Brood War. Die nicht allein lauffähige Erweiterung enthält neue Einheiten sowie neue Spielszenarien, die dort anknüpfen, wo die StarCraft-Handlung endete. Heute gilt StarCraft: Brood War trotz seines Alters als eines der beliebtesten Echtzeitstrategiespiele der Welt und wurde von Blizzard bis Anfang 2009 durch Patches weiter gepflegt.
Seit 2002 hat Blizzard „Starcraft: Ghost“ entwickeln lassen, ein Actionspiel für Nintendo GameCube, PlayStation 2 und Xbox, das die Handlung rund um die Ghost-Einheiten der Konföderation weiterspinnt – speziell um die Einzelkämpferin Nova. Das Projekt wurde nach mehreren Wechseln der Entwicklungsstudios allerdings eingestellt. Zwischen März und November 2016 erschien die dreiteilige DLC-Kampagne „Novas Geheimmissionen“, welche Teile der ursprünglichen Idee für StarCraft II umsetzt.
StarCraft II, der Nachfolger von StarCraft, wurde am 19. Mai 2007 in Südkorea von Blizzard Entertainment angekündigt. Anders als StarCraft ist StarCraft II eine Computerspiel-Trilogie. Die Trilogie besteht aus den drei Titeln Wings of Liberty, Heart of the Swarm und Legacy of the Void. Wings of Liberty wurde am 27. Juli 2010 veröffentlicht, während Heart of the Swarm am 12. März 2013 und Legacy of the Void am 10. November 2015 veröffentlicht wurden.
Die Handlung von Wings of Liberty knüpft vier Jahre nach StarCraft: Brood War an, während Heart of the Swarm direkt an Wings of Liberty und Legacy of the Void direkt an Heart of the Swarm anknüpft. Da Wings of Liberty der Geschichte der Terraner gewidmet ist, wird in Heart of the Swarm die Geschichte der Zerg und in Legacy of the Void die Geschichte der Protoss erzählt.
2014 wurde eine durch Reverse Engineering gewonnene inoffizielle ARM-Version für Pandora verfügbar.

## Entwicklung
Starcraft sei inspiriert von Star Wars und Star Trek sowie Science-Fiction-Comics. Wiederkehrende Elemente seien dabei hochentwickelte Außerirdische, Bestien mit Schwarmbewusstsein und Terraner. Die menschliche Fraktion sei dabei das Gegenteil der freundlichen Menschheit aus Star Trek. Die Weltraum-Kriminellen seien eine Mischung aus Bürgerkriegs-Südstaatlern, Bikern und Cowboys. In Warcraft II: Tides of Darkness waren die beiden Fraktionen noch sehr ähnlich. Entwicklungsziel waren daher drei Fraktionen, die spielerisch unterschiedlich sind. Auf der E3 1996 wurde eine Vorabversion präsentiert, die grafisch Warcraft noch sehr ähnlich war. Nachdem die Presse dieses als »Orcs im Weltall« abtitelte, wurde Starcraft radikal überarbeitet. Das sehr junge Team arbeitete oft bis spät in die Nacht an dem Titel. Die Endphase war für die Designer zermürbend. Die Veröffentlichung wurde mehrfach verschoben. Die Zwischensequenzen wurden produziert, bevor die Hintergrundgeschichte ausformuliert war, so dass diese kaum etwas mit der Handlung zu tun haben. Erstmals wurde mit 3D-Modellen gearbeitet, die dann in diversen Winkeln abfotografiert wurden.

## Rassen
- Die Terraner (engl.: Terrans) sind menschliche Verbannte, die während ihrer erzwungenen Reise zu einem fremden System aufgrund einer Schiffsfehlfunktion auf verschiedenen Welten gestrandet sind und sich eine neue Existenz aufgebaut haben. Mit konventionellen Einheiten wie Space-Marines, Panzern und Weltraumkreuzern sind sie für den Spieler zunächst die einfachste Rasse, um Spielverständnis zu gewinnen, auch weil sich alle Gebäude und alle mechanischen Einheiten reparieren lassen. Es erfordert allerdings eine Menge Können und Micromanagement, um diese Rasse auf einem hohen Niveau zu spielen. Im Allgemeinen wird mit einer mittleren Anzahl an Einheiten gespielt.
- Die Protoss sind eine stolze, technologisch fortschrittliche außerirdische Rasse mit starken Psi-Fähigkeiten; sie sind von guter Gesinnung und die Erzfeinde der Zerg. Sie wurden als erste Rasse von dem größtenteils unbekannten Volk der Xel’Naga erschaffen, als „Reinheit der Form“. Ihr Name leitet sich ab von griechisch πρῶτος ‚erster‘.[9] Die Protoss zeichnen sich durch teure, aber enorm starke Einheiten aus. Die Trefferpunkte der Protoss teilen sich in die zwei Bereiche Schild- und Lebenspunkte auf. Schildpunkte laden sich nach Beschädigung selbst wieder auf, wohingegen die Lebenspunkte dauerhaft reduziert bleiben (einige Bodeneinheiten, wie etwa der Berserker, können von verbündeten terranischen Sanitätern geheilt werden). Die Protoss sind im Allgemeinen die bevorzugte Rasse bei Anfängern, da man mit weniger, dafür aber stärkeren Einheiten spielt, welche aufgrund der geringen Anzahl leichter zu koordinieren sind.
- Die Zerg wurden ebenfalls in einem gentechnischen Experiment der Xel’Naga erschaffen, anders als die Protoss aber als „Reinheit der Essenz“, und vernichteten ihre Schöpfer. Eigentlich sind die Zerg kleine wurmartige Wesen, die den genetischen Code anderer Spezies assimilieren, diesen für ihre Zwecke verändern und so ihrem eigenen Genpool hinzufügen. Jeder Zerg untersteht dem Schwarm und dessen kollektivem Bewusstsein, dem Overmind, der seine Befehle wiederum über Zerebraten (die „Kommandeure“ einer Zerg-Brut) und deren Overlords an jeden einzelnen Zerg-Krieger und -Arbeiter weiterleitet. Sogar die Gebäude der Zerg sind lebendig; die meisten Gebäude können nur auf einem lebenden Schleim (im Spiel Kriecher genannt) errichtet werden, welcher sich um die Gebäude herum auf einen bestimmten Radius erweitert. Zerg-Einheiten sind günstiger und schneller gebaut als die Einheiten der anderen Rassen und sind meistens zahlenmäßig überlegen, haben jedoch deutlich weniger Trefferpunkte. Verletzte Einheiten und Gebäude regenerieren sich eigenständig, jedoch wesentlich langsamer als die Schilde der Protoss-Einheiten.

## Hintergrundgeschichte

### StarCraft
Die Handlung von StarCraft wird dem Spieler im Handbuch, den Missionsbesprechungen und über Dialoge während der Missionen erzählt. Zudem werden an Schlüsselstellen Videosequenzen gezeigt. Das Spiel ist dabei in drei Episoden unterteilt, in jeder befehligt der Spieler eine jeweils andere Rasse.
Im ersten Segment des Spiels, der Terraner-Episode, übernimmt der Spieler die Rolle des Magistraten für die weit abgelegene Welt Mar Sara, eine Kolonie der terranischen Konföderation. Gemeinsam mit dem Marshall von Mar Sara, Jim Raynor, versucht der Magistrat nach dem Angriff der Protoss auf durch Zerg infizierte Welten der Konföderation, die Kontrolle über die Kolonie zurückzuerlangen. Nachdem die Terraner Raynor für die Zerstörung von Konföderationseigentum festnehmen, obwohl dieses von den Zerg verseucht wurde, schließt sich der Spieler den Söhnen von Korhal und Arcturus Mengsk an. Raynor, der von Mengsks Truppen befreit wird, tritt ebenfalls den Söhnen bei und begleitet den Spieler häufig auf Missionen. Mengsk benutzt von der Konföderation erbeutete Psi-Emitter, um die Zerg anzulocken und seine eigenen Ziele voranzutreiben. Nachdem er den Konföderationsgeneral Edmund Duke gezwungen hat, ihn zu unterstützen, opfert Mengsk seine Stellvertreterin Sarah Kerrigan – eine psionisch begabte Ghost (dt. Geist)-Agentin – um die Zerstörung der Konföderation sicherzustellen. Dazu lockt er die Zerg auf die konföderierte Hauptwelt Tarsonis. Raynor ist entrüstet, als er erkennt, dass Mengsk rücksichtslos nach Macht strebt, und flieht mit einer kleinen Armee, die aus der ehemaligen Miliz von Mar Sara besteht. Mengsk vereint die übrig gebliebenen Terraner in der Terranischen Liga und setzt sich selbst als Kaiser ein.
In der zweiten Kampagne, der Zerg-Episode, wird enthüllt, dass Kerrigan von den Zerg nicht getötet, sondern gefangen genommen und assimiliert wurde. Die Zerg versuchen damit, ihre Psi-Kräfte in ihren eigenen Genpool zu übernehmen. Als sie wiedererwacht, ist sie im Besitz deutlich größerer körperlicher und mentaler Kräfte und einer völlig veränderten DNS. Währenddessen entdeckt der Protoss-Exekutor Tassadar, dass die Zerg-Zerebraten (Kommandanten über eine Gruppe der Zerg) nicht auf konventionelle Weise getötet werden können, wohl aber mit den Kräften der als Häretiker verstoßenen Dunklen Templer. Tassadar verbündet sich mit einem Prälaten der Dunklen Templer namens Zeratul, der daraufhin den Zerg-Zerebraten Zasz, Führer eines Schwarms auf ihrer Heimatwelt Char, besiegt. Der Tod des Zerebraten führt dazu, dass der Schwarm Amok läuft und von den Zerg selbst vernichtet wird. Dabei wird jedoch kurzzeitig der Verstand Zeratuls mit dem Overmind, der obersten Kollektivintelligenz der Zerg, verbunden. Dieser erfährt dadurch die Position der Protoss-Heimatwelt Aiur, ein Geheimnis, das für Jahrtausende vor der Galaxis verborgen wurde. Die Zerg greifen sofort an, und trotz schweren Widerstands der Protoss gelingt es dem Overmind, sich in die Kruste des Planeten einzunisten.
In der abschließenden Episode, in der der Spieler als Protoss handelt, brandmarkt die Regierung der Protoss, die Konklave, Tassadar als Verräter und Häretiker, weil er mit den Dunklen Templern zusammengearbeitet hat. Der Spieler dient zunächst als neuer Exekutor dem Protoss-Judikator Aldaris und verteidigt den Planeten Aiur vor der Zerg-Invasion. Auf einer Mission zur Festnahme Tassadars schließt sich der Spieler jedoch demselben an. Ein Bürgerkrieg innerhalb der Protoss bricht aus, der Tassadar, Zeratul und ihre Verbündete gegen die Konklave stellt. Die Dunklen Templer beweisen dabei ihren Wert, als sie ihre Kräfte benutzen, um zwei weitere Zerg-Zerebraten auf Aiur zu töten. Die Protoss-Regierung versöhnt sich daraufhin mit ihnen. Mit Hilfe von Raynors Truppen – die sich Tassadar auf Char angeschlossen haben – gelingt es den Protoss unter großen Anstrengungen, zum Overmind vorzudringen und seine äußere Hülle zu zerstören. Tassadar fokussiert seine eigenen Psi-Kräfte mit denen der Dunklen Templer durch die Hülle seines Kommandoschiffs, der Gantrithor, und stürzt sich in den Overmind, um sich für dessen Zerstörung zu opfern, was ihm gelingt.

### StarCraft: Brood War
In der Erweiterung Brood War wird an der Art der Präsentation der Handlung aus StarCraft festgehalten. Wieder wird das Spiel in drei Episoden geteilt, wobei der Spieler in jeder Episode eine andere Rasse steuert.
In der ersten, der Protoss-Episode, arbeiten Aldaris, Zeratul und der kürzlich beförderte Artanis an der Evakuierung ihres verwüsteten Heimatplaneten über ein Warp-Tor zu einer Kolonie der Dunklen Templer auf Shakuras. Dort treffen sie die Matriarchin der Dunklen Templer, Raszagal. Den Zerg gelingt es, den Protoss nach Shakuras zu folgen, doch Raszagal erklärt den Überlebenden, dass auf dem Planeten ein Xel'Naga-Tempel existiert, dessen Aktivierung die Zerg von dem Planeten verbannen würde. Der Spieler verbündet sich widerwillig mit Sarah Kerrigan, von der er erfährt, dass auf dem Planeten Char ein neuer Overmind heranwächst. Zusammen mit Zeratul und Artanis begibt sich der Spieler auf die Suche nach den Kristallen Uraj und Khalis, die für die Aktivierung des Tempels benötigt werden. Als sie zurückkehren, stellen sie fest, dass Aldaris einen Aufstand gegen die Dunklen Templer angezettelt hat. Nach dessen Niederschlagung wird der gefangen genommene Aldaris von Kerrigan getötet, bevor er seine Beweggründe erklären kann. Kerrigan enthüllt, dass ihr Ziel die Zerstörung der Zerg-Zerebraten auf Shakuras ist, um damit die Zerg selbst zu kontrollieren, und verlässt den Planeten. Obwohl sie wissen, dass sie Kerrigan damit in die Hände spielen, fahren Zeratul und Artanis mangels Alternativen mit ihrem Plan fort und vernichten die Zerg auf Shakuras.
In der zweiten Kampagne führt der Spieler die Invasion des United Earth Directorate, dem Vereinigten Erd-Direktorat, auf das Herrschaftsgebiet der Terranischen Liga im Koprulu-Sektor an und erfährt dabei, dass die Kolonien seit ihrer Gründung unter Beobachtung der Erde standen. Der Vize-Admiral der Flotte, Alexei Stukov, ernennt den ehemaligen Konföderierten Samir Duran zu seinem Berater. Das VED entdeckt auf der ehemaligen Konföderations-Hauptwelt Tarsonis einen Psi-Disruptor, ein Gerät, mit dem die Kommunikation der Zerg unterbunden werden kann. Obwohl Duran den Admiral Gerard DuGalle überredet, das Gerät zu zerstören, wird es von Stukov im letzten Moment vor Duran gerettet. Die VED begibt sich zum Planeten Korhal IV, auf dem sie Armeen von Arcturus Mengsk vernichtend schlagen. Mengsk entkommt jedoch durch die Hilfe der Protoss und Jim Raynors. Das VED folgt Raynor und Mengsk auf die Protoss-Heimatwelt Aiur, doch gelingt es den beiden abermals zu entkommen, als die Zerg eingreifen. Erschüttert von Durans Handlungen und der Tatsache, dass DuGalle den Verrat nicht erkennt, lässt Stukov den Psi-Disruptor wieder aufbauen. Duran greift Stukov daher an, und erst in seinen letzten Zügen kann dieser DuGalle überzeugen, dass Duran der wahre Feind und ein Agent Sarah Kerrigans ist. Duran versucht ohne Erfolg, den Psi-Disruptor zu zerstören, und flieht. Mit Hilfe des Psi-Disruptors können DuGalle und das VED die Zerg-Heimatwelt Char angreifen und mittels Drogen die Kontrolle über den noch jungen neuen Overmind erlangen.
In der letzten Episode versucht Sarah Kerrigan, das VED zu zerschlagen. Um den Psi-Disruptor zu zerstören, formen Kerrigan und Samir Duran eine lockere Allianz mit Jim Raynor, dem Protoss-Prätor Fenix und Arcturus Mengsk. Nach der geglückten Operation greift Kerrigan unter Einsatz aller Möglichkeiten den Planeten Korhal an und übernimmt schnell die Kontrolle. Im Anschluss greift Kerrigan ihre Verbündeten an, vernichtet große Teile der Dominion-Streitkräfte und tötet sowohl Fenix als auch Mengsks rechte Hand Edmund Duke. Kerrigan und Duran begeben sich nach Shakuras, entführen Raszagal und zwingen Zeratul, das VED auf Char anzugreifen und den Overmind zu zerstören. Damit sind alle Zerg unter der Kontrolle von Kerrigan. Zeratul versucht, Raszagal zu retten, tötet sie aber schweren Herzens, als ihm klar wird, dass sie schon lange von Kerrigan korrumpiert und kontrolliert wurde. Als er Char verlässt, um Artanis zu suchen, entdeckt Zeratul eine genetische Fabrik, in der Duran ohne die Kenntnis von Kerrigan Zerg-Protoss-Hybriden züchtet. Währenddessen wird Kerrigan vom Dominion, dem VED und der Flotte von Artanis angegriffen. Die Zerg besiegen alle drei Flotten und verhindern, dass Überlebende des VED die Erde erreichen. Admiral DuGalle begeht noch während der Flucht Selbstmord, da er mit der Schuld, Stukov getötet zu haben, nicht weiterleben möchte. Kerrigan dominiert damit den Sektor.

## Kampagnen-Editor
Das Spiel verfügt über einen eigenen Editor (meist StarEdit genannt), der es erlaubt, vorhandene Karten zu verändern und eigene, auf Wunsch geskriptete Kartenszenarien zu erschaffen. Die StarCraft-Community hat zudem weitere Funktionen entworfen, welche es ermöglichen, das Spiel in vielen zusätzlichen Aspekten zu modifizieren. Die Firma Microstar verkaufte eine CD mit neuen Levels, die mit dem Editor erstellt wurden, war jedoch gezwungen den Verkauf einzustellen, da Blizzard sie verklagt und den Prozess gewonnen hatte.
Im Spiel selbst gibt es die Bonuskampagne Enslavers, die der Handlung der Terranischen Konföderation und den Protoss in Episode 2 folgt, um aufzuzeigen, wie eine selbst erstellte Kampagne für StarCraft aussehen könnte. Zudem erfährt man einige Hintergrundinformationen über die Handlung von StarCraft. Blizzard verzichtete hierbei bewusst darauf, die Charaktere während der Briefings und in den geskripteten Sequenzen im Spiel zu synchronisieren, wahrscheinlich um das Gefühl einer fanbasierten Kampagne zu verstärken.

## Nintendo-64-Version
Das für die Spielkonsole Nintendo 64 entwickelte StarCraft 64 erschien als NTSC- und als PAL-Version. Die PAL-Version ist äußerst selten, weil sie nur in Australien erhältlich war und nur 5000 Stück produziert wurden.
Unterschiede zur PC-Version:
- 2-Spieler-Modus: Es ist möglich, kooperativ und gegeneinander zu spielen (benötigt Expansion Pak).
- Neue, exklusive Einzelspieler-Missionen.[12]
- Videosequenzen sind gegenüber der PC-Version stark heruntergerechnet und gekürzt, um auf den geringen Speicher des N64-Moduls zu passen.
- Die Erweiterung „StarCraft: Brood War“ (benötigt Expansion Pak) ist im Spiel enthalten.[12]

## Spielmodi
EinzelkampagneDer Spieler spielt sich nacheinander mit allen drei Rassen missionsweise durch die Hintergrundgeschichte. Die Reihenfolge der Kampagnen im Originalspiel ist Terraner–Zerg–Protoss, in der Erweiterung (Brood War) ist die Reihenfolge Protoss–Terraner–Zerg.
MultiplayerIm Mehrspielermodus können bis zu acht Spieler über ein Netzwerk oder das Internet (Battle.net, kostenloser Dienst von Blizzard) gegeneinander antreten. Hierbei gibt es verschiedene Spielmodi:
- Oben gegen Unten: Schon bevor das Spiel gestartet wird, können Einstellungen zu den Teams getroffen werden.
- Nahkampf: Zu Beginn des Spiels hat niemand einen Verbündeten, dies kann jedoch im Verlauf des Spiels beliebig oft geändert werden.
- Alles Erlaubt: Jeder kämpft für sich (keine Teams möglich).
- Duell
- Karteneinst. benutzen: In diesem Modus gelten nicht die allgemeinen Regeln von StarCraft, denn es ist möglich, die von anderen Spielern erstellten Karten bzw. Missionen mit den von ihnen getroffenen Einstellungen zu spielen. Es gibt eine Vielzahl solcher Missionen, angefangen bei leicht modifizierten „normalen“ Karten bis hin zu aufwändig erstellten Mehrspielermissionen, welche kaum noch etwas mit dem eigentlichen Spiel zu tun haben.
- Eroberung der Flagge: Nach Ablauf eines Countdowns erscheint irgendwo auf der Karte eine Flagge. Ziel ist es nun, diese einzunehmen und zu halten.
- Gier: Wie Alles Erlaubt, allerdings ist nun auch ein Wirtschaftssieg durch das Erreichen eines bestimmten Ressourcenstands möglich.
- Schlachtfest: Ziel ist die Vernichtung einer bestimmten Anzahl gegnerischer Einheiten. Es gibt keine Allianzen.
- Sudden Death: Wie Nahkampf, allerdings müssen nicht mehr alle Gebäude des Gegners, sondern nur alle Hauptgebäude zerstört werden, um zu gewinnen.
- Nahkampf im Team: Wie Nahkampf, allerdings wird hier ein Spieler von mehreren Menschen von verschiedenen PCs aus gesteuert.
- Alles erlaubt im Team

## Rezeption
Blizzard habe ein handwerklich solides, hochqualitatives Spiel kreiert. Die Qualität der 2D-Grafik und das Missions-Design sei nicht mehr Stand der Technik. Aufgrund der Hollywood-reifen Inszenierung und dem erstklassigen Karteneditor böte Starcraft einen enormen Unterhaltungswert. Der Mehrspielermodus sei praktisch konkurrenzlos, da Blizzards Battle.Net der Konkurrenz weit voraus sei. Die Spielbarkeit von StarCraft sei sehr hoch, da Blizzard auf eine einsteigerfreundliche Bedienung, originelle jedoch nicht zu viele Truppengattungen und eine klare Missionsstruktur setzt. Die Aufgaben für den Spieler werden zunehmend komplexer und bleiben bis zum Schluss interessant. Der Mehrspielermodus sei durch die drei Rassen abwechslungsreich. Originell sei der Spielverlauf nicht. Auch die Beschränkung der selektierbaren Gruppengröße zwölf Einheiten und fünf Produktsaufträge pro Fabrik sei nicht zeitgemäß. Die lange Entwicklungsdauer komme der Spielbarkeit zwar zugute, jedoch sei die Technik mit einer Auflösung von 640 × 480 bei 256 Farben veraltet. Die Animationen seien jedoch sehr liebevoll gestaltet. Die lange Entwicklungszeit habe eine sehr hohe Erwartungshaltung geschürt. Das Design der Missionen und das Handling erinnere noch stark an Warcraft. Die unterschiedlichen Charakteristika der Rassen benötigen jeweils eigene Strategien. Die Rangliste im Battle.Net sei motivierend. Es gehöre zu den besten Strategiespielen im Genre.
Die Steuerung sei perfekt an den Nintendo 64 angepasst. Grafisch muss die Portierung jedoch Abstriche machen. Für abwechslungsreiche Musik fehle zudem Speicherplatz auf dem Steckmodul. Im Split Screen Multiplayer fehle der Überraschungseffekt, da man den Gegner stets im Blick hat. Bei Schlachten mit vielen Einheiten kann die Konsole kein ruckelfreies Bild erzeugen, was auch das taktische Eingreifen erschwert. Zudem sei die Auflösung niedrig.
Starcraft und Starcraft Broodwar verkauften sich zusammen 9,5 Millionen Mal und waren ein großer kommerzieller Erfolg für Blizzards.

## Ranglisten und Ligen

### Ranglisten
Die Ranglisten werden zumeist englisch als Ladder bezeichnet. Es gibt zwei große Ranglistenanbieter:
- Der „International Cyber Cup“ (ICCup): Die derzeit weltweit größte Ladder mit über 160000 registrierten Spielern. Bei dieser wird auf einem eigenen privaten Server gespielt. Dazu wird das Spiel mit dem sogenannten „ICCup Launcher“ gestartet, einem Programm, das neben Anti-Hack-Funktionen auch weitere Features wie Auto-Replay-Save bietet. Die Ergebnisse der gespielten Spiele werden automatisch gespeichert und können auch zusammen mit diversen Statistiken auf der ICCup-Website eingesehen werden. Weiterhin wird die eigene Bewertung und der damit verbundene Rang angepasst, der von A+ (bester) bis D- (schlechtester) reicht. Charakteristisch ist der relativ hohe Anteil asiatischer Spieler.

- Die „World Gaming Tour“ (WGTour): Die WGT, früher die führende Ladder, hat vor kurzem nach langer Inaktivität wieder den Betrieb aufgenommen. Für die neue Saison wurde die Ladder zusammen mit Blizzard ins Europe-Battle.net, also dem offiziellen europäischen Server, integriert, wodurch ein Wechsel auf einen anderen Server, wie bei ICCup entfällt. Die Ergebnisse werden hier ebenfalls automatisch eingetragen und sind auf der WGT-Website einsehbar. Außerdem werden hier automatisch die Replays gespeichert und auf die Website hochgeladen. Im Gegensatz zu ICCup spielen hier vor allem europäische Spieler.

- Relativ neu und unbekannt ist die derzeit sich im Testbetrieb befindende WCGZone. Technisch arbeitet sie ähnlich wie die WGTour in ihrem Testbetrieb mit einem Zusatzprogramm, das den Beweisreplay-Upload automatisiert und Antihackfunktionen enthält. Im Unterschied zu ICCup und WGTour ist sie aber kein Fanprojekt, sondern kommerziell. So sind Samsung und der StarCraft-Hersteller Blizzard selbst involviert. Ihren Namen WCGZone hat diese Ladder, weil über sie die Onlinevorausscheidungen zu den nächsten World Cyber Games (WCG) stattfinden sollen.

- Die früher erfolgreichste Ladder war neben der WGTour die PGTour, welche nach einem Cracker-Angriff und dem Verlust aller Daten jedoch schließen musste. Der ICCup hat viele Gemeinsamkeiten mit der ehemaligen PGTour (privater Server, Rangsystem, Anti-hack-Launcher) und kann als Versuch eines Nachfolgers verstanden werden.

### E-Sport

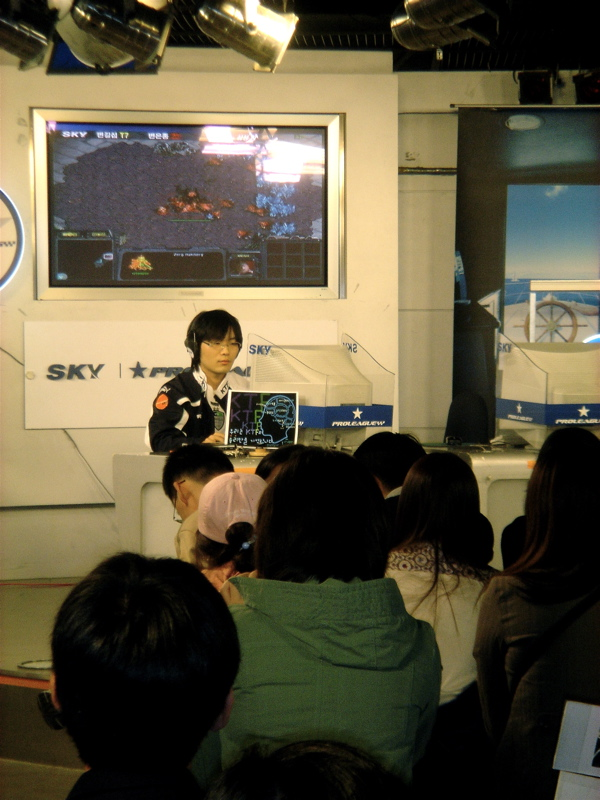
Ein Starcraft-E-Sport-Match mit TV-Übertragung

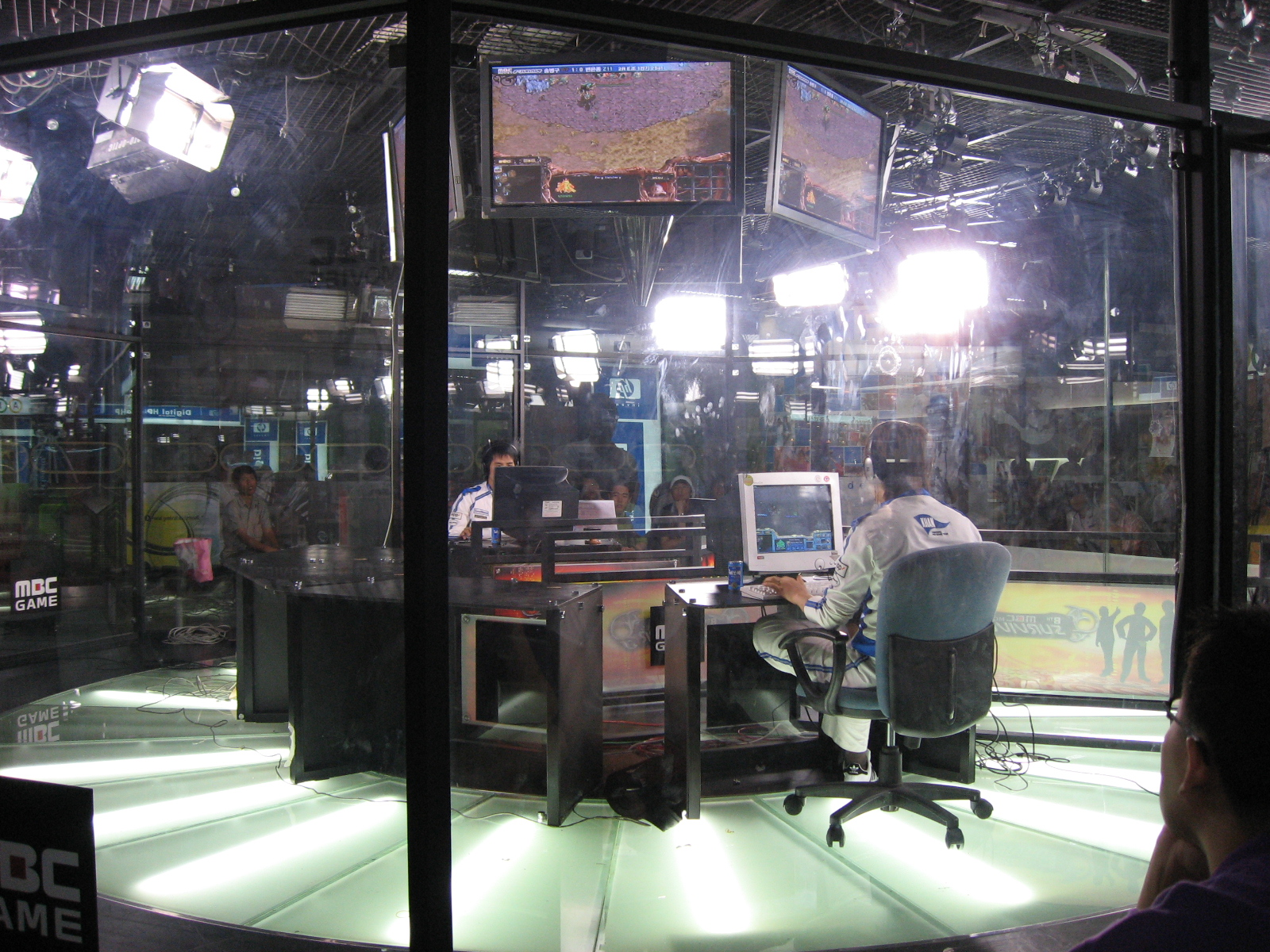
StarCraft im koreanischen Fernsehen

Aufgrund der ausgewogenen Balance zwischen den drei Rassen gilt StarCraft: Brood War als ein besonders E-Sport-taugliches Videospiel.
In Südkorea erfreut sich StarCraft einer äußerst großen und anhaltenden Beliebtheit, die der von Sportarten wie Tennis in Deutschland gleichkommt. Dort widmen sich zwei Kabel-TV-Sender, OGN und MBC, ausschließlich der Übertragung von eSport-Wettkämpfen – in erster Linie Broodwar. Übertragen werden Wettkämpfe aus jeweils von den Sendern selbst betriebenen Profi-Ligen. Anfang 2008 startete der bis zu diesem Zeitpunkt als Sponsor und Hersteller einer in Südkorea populären Video-Player Software, Gretech seine eigene Liga. Im Gegensatz zu den anderen Ligen werden die Spiele nicht nur auf Koreanisch, sondern auch auf Englisch und Japanisch über Internet-Streams übertragen. Weltweit gelten die WCG, die World Cyber Games, als ein bedeutendes Event in der StarCraft-Szene.

### Nationalmannschaften
Mehrere Nationen – aber ausdrücklich nicht Südkorea – verfügen über Nationalmannschaften die oft in verschiedenen Turnieren, bis hin zu Weltmeisterschaften, gegeneinander antreten.
In Deutschland gibt es ein A- und ein B-Team. Ins B-Team gelangt man entweder durch eine Einladung durch die Teamleiter oder durch eine hohe Platzierung in einem GerTeam-Qualifikationsturnier. Die Topplatzierten dieses Turniers erhalten das Recht, einen Spieler bzw. ein 2on2-Team des Teams ihrer Wahl herauszufordern um bei einem Sieg über den Herausgeforderten seinen Platz im Team einzunehmen. Spieler für das A-Team werden üblicherweise aus dem B-Team rekrutiert.
Die Qualifikationen und Herausforderungen sind hierzulande teilweise größere Ereignisse als die Länderspiele selbst. International stehen Länderspiele (oft als Nationwars bezeichnet) jedoch an der Spitze der Beachtung. Es wird auf Ergebnisse gewettet, Replays werden geschaut und Live-Streams verfolgt.

### Ligen
Im Folgenden werden nur bekannte, derzeit laufende Clanligen aufgezählt.
| Bezeichnung                | Beschreibung |
| -------------------------- | --- |
| BWCL                       | Die BroodWar Clan League ist die erfolgreichste deutsche Clanliga. Früher eine größtenteils deutsche Liga, konnte sie in letzter Zeit große Zuwachsraten verzeichnen und wurde auch international bekannt. Mittlerweile spielen hier auch die meisten der international erfolgreichsten Clans und die BWCL gilt als größte europäische Liga.                         |
| GSL                        | Die GSL (Global-Starcraft-League) wird monatlich in Südkorea ausgespielt und gilt wohl als das größte Turnier der Welt. Das Turnier wird in zwei Stufen unterteilt, die niedriger, der sogenannte Code A und der Code S, die höhere Stufe. Den Code S zu gewinnen gilt als höchste Weihe unter den Starcraft-Spielern, zudem ist das Preisgeld das höchste der Welt. |
| WGTCL                      | Die WGTour Clan League ist eine hochkarätige internationale Liga, gehostet von WGTour. |
| ICCup CL                   | Die ICCup Clan League ist das Pendant von ICCup zur WGTCL. Obwohl sie noch relativ jung ist, sind bereits jetzt schon alle internationalen Topteams vertreten. |
| Qpad League                | Die Qpad League ist eine vom schwedischen Clan Qpad gehostete Liga, die nur aus eingeladenen Top-Clans besteht. |
| GosuGamers Team Tournament | Das GosuGamers Team Tournament ist ein großes von der internationalen Fansite GosuGamers gehostetes Turnier mit über 100 angemeldeten Clans. |
| PGL                        | Die Pro Gaming League ist ein Anbieter diverser Ligen, wobei der Schwerpunkt für Starcraft auf Fastmaps liegt. |
| Vilegaming                 | Vilegaming bietet diverse Ligen an, bei denen der Schwerpunkt für Starcraft auf Fastmaps liegt. |
| StarcraftDream             | StarcraftDream ist eine kleinere Fastmaps-Liga. |
| Starcraft Zone             | Starcraft Zone ist eine 2011 kreierte FMP-Liga als Nachfolger der auf StarCraft 2 gewechselten Ligen VG und SCD. |

## Wissenswertes
- In Heroes of the Storm wurden verschiedene Charaktere des StarCraft-Universums als spielbare Helden eingefügt.